# Тёплая (приток Чардыма)
Тёплая (офиц. Теплая) — река в Саратовской области России, протекает по Новобурасскому району.
Берёт исток в 2 км к югу от пгт Новые Бурасы. Течёт с севера на юг, протекает через село Тёпловка. В 1,2 км от устья справа впадает ручей Сухая Елшанка. Устье находится в 29 км по левому берегу реки Чардым на высоте 39 м над уровнем моря. Длина реки составляет 20 км, площадь водосборного бассейна — 195 км².

## Данные водного реестра
По данным государственного водного реестра России относится к Нижневолжскому бассейновому округу, водохозяйственный участок реки — Волга от Саратовского гидроузла до Волгоградского гидроузла, без рек Большой Иргиз, Большой Караман, Терешка, Еруслан, Торгун. Речной бассейн реки — Волга от верхнего Куйбышевского водохранилища до впадения в Каспий.
Код объекта в государственном водном реестре — 11010002212112100010855.

## Прежнее название
Тёплый Ключ (1859).